# Paraphorodon cannabis
Paraphorodon cannabis är en insektsart. Paraphorodon cannabis ingår i släktet Paraphorodon och familjen långrörsbladlöss. Inga underarter finns listade i Catalogue of Life.